# Corydalis hemidicentra
Corydalis hemidicentra är en vallmoväxtart som beskrevs av Hand.-mazz.. Corydalis hemidicentra ingår i släktet nunneörter, och familjen vallmoväxter. Inga underarter finns listade i Catalogue of Life.